# Autonomia galicyjska

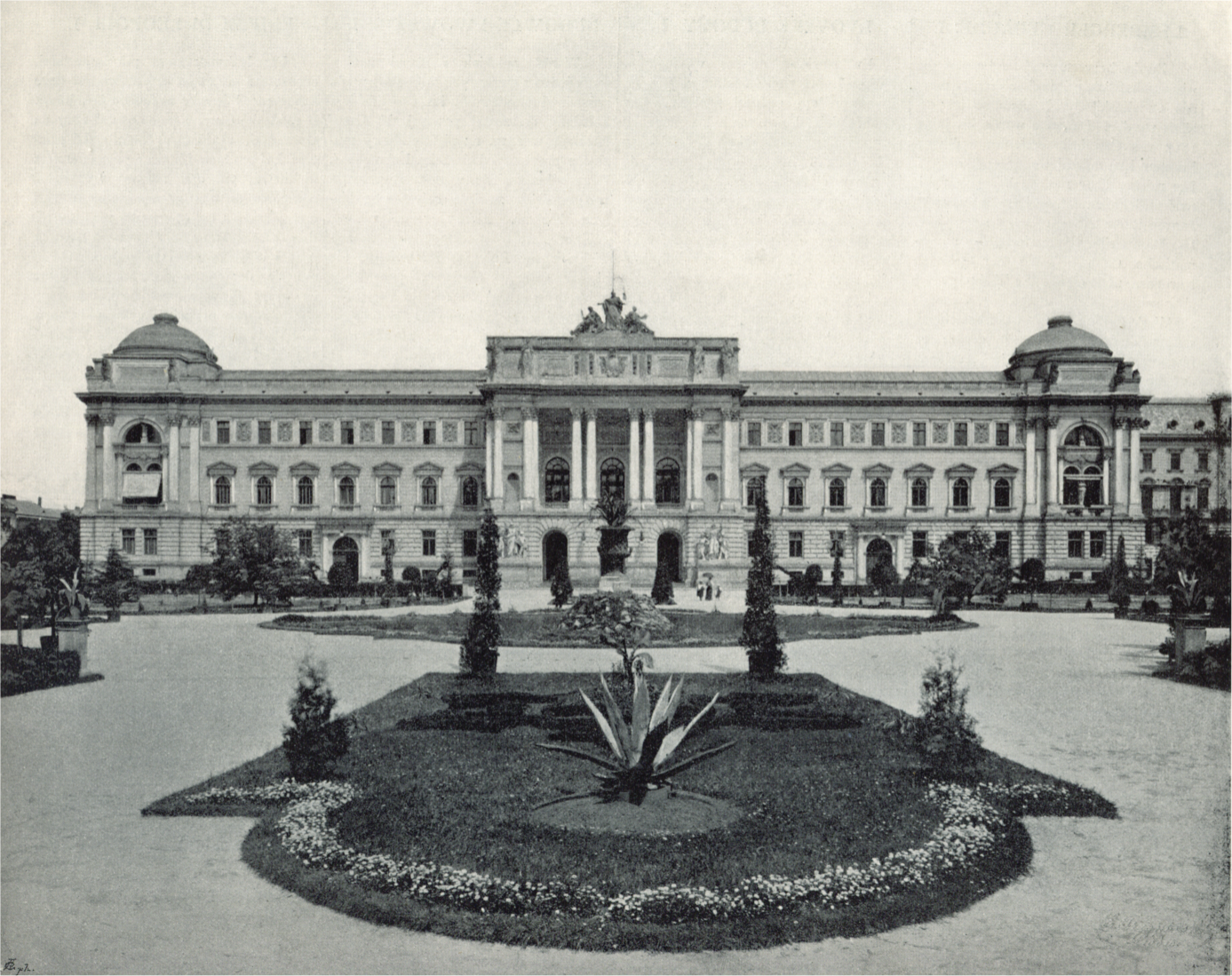
Gmach Sejmu Krajowego Galicji we Lwowie

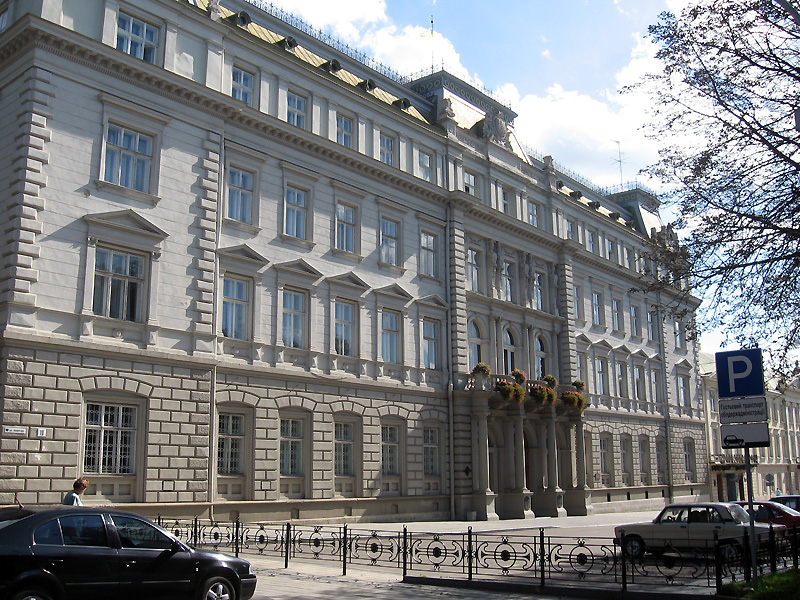
Gmach Namiestnictwa we Lwowie

Autonomia Galicji – nazwa całości praw społeczno-politycznych, które Galicja uzyskała w latach 1869–1873, wskutek ugody austriacko-polskiej. Wspomniane prawa to m.in. wprowadzenie języka polskiego w 1869 roku jako urzędowego do administracji i sądownictwa Galicji oraz powołanie urzędu ministra ds. Galicji w 1871 roku.
Do lat 60. XIX wieku była to zwykła prowincja Cesarstwa Austrii, natomiast po 1860 podjęto starania o nadanie autonomii Galicji, nie tylko politycznej, ale i kulturalnej. Tę ostatnią uzyskano po roku 1867.

## Struktura władzy
Część urzędników była mianowana przez rząd austriacki (Przedlitawii), najważniejszymi z nich byli namiestnicy. W Galicji powstały instytucje objęte autonomią, należały do nich Sejm Krajowy, Wydział Krajowy i Rada Szkolna Krajowa. Ważnym osiągnięciem było przywrócenie do szkół, w tym wyższych, oraz do urzędów języka polskiego, a do sądownictwa również ukraińskiego. We wschodniej części Galicji powstały szkoły ludowe i średnie zarówno z językiem ukraińskim, jak i językiem polskim, na Uniwersytecie we Lwowie tworzono katedry ukraińskie. Po uzyskaniu autonomii decydującą rolę polityczną w autonomicznych instytucjach odgrywało polskie ziemiaństwo.
Organami samorządu w terenie były obieralne rady powiatowe i gminne, organami wykonawczymi Wydział Krajowy, wójtowie i naczelnicy miast. Na czele największych miast: Lwowa i Krakowa stali ich prezydenci.

## Ruchy robotnicze i chłopskie
W Galicji, najwcześniej na ziemiach polskich, rozwinął się zorganizowany ruch ludowo-rolniczy, a w 1895 roku powstało  Polskie Stronnictwo Ludowe. Na początku lat 80. XIX wieku pojawiły się organizacje robotnicze (również ukraińskie). W Galicji Wschodniej rozwinął się ukraiński ruch domagający się pełnego równouprawnienia, a nawet wyodrębnienia Galicji Wschodniej jako autonomii dla Ukraińców, co powodowało ostry konflikt między narodowościami. Galicja jako jedyny wówczas obszar, na którym w sposób niemal nieskrępowany przez zaborcę rozwijało się życie narodowe Polaków i Ukraińców, była głównym ośrodkiem ruchów niepodległościowych: polskiego oraz ukraińskiego.